# Спокуси Христа

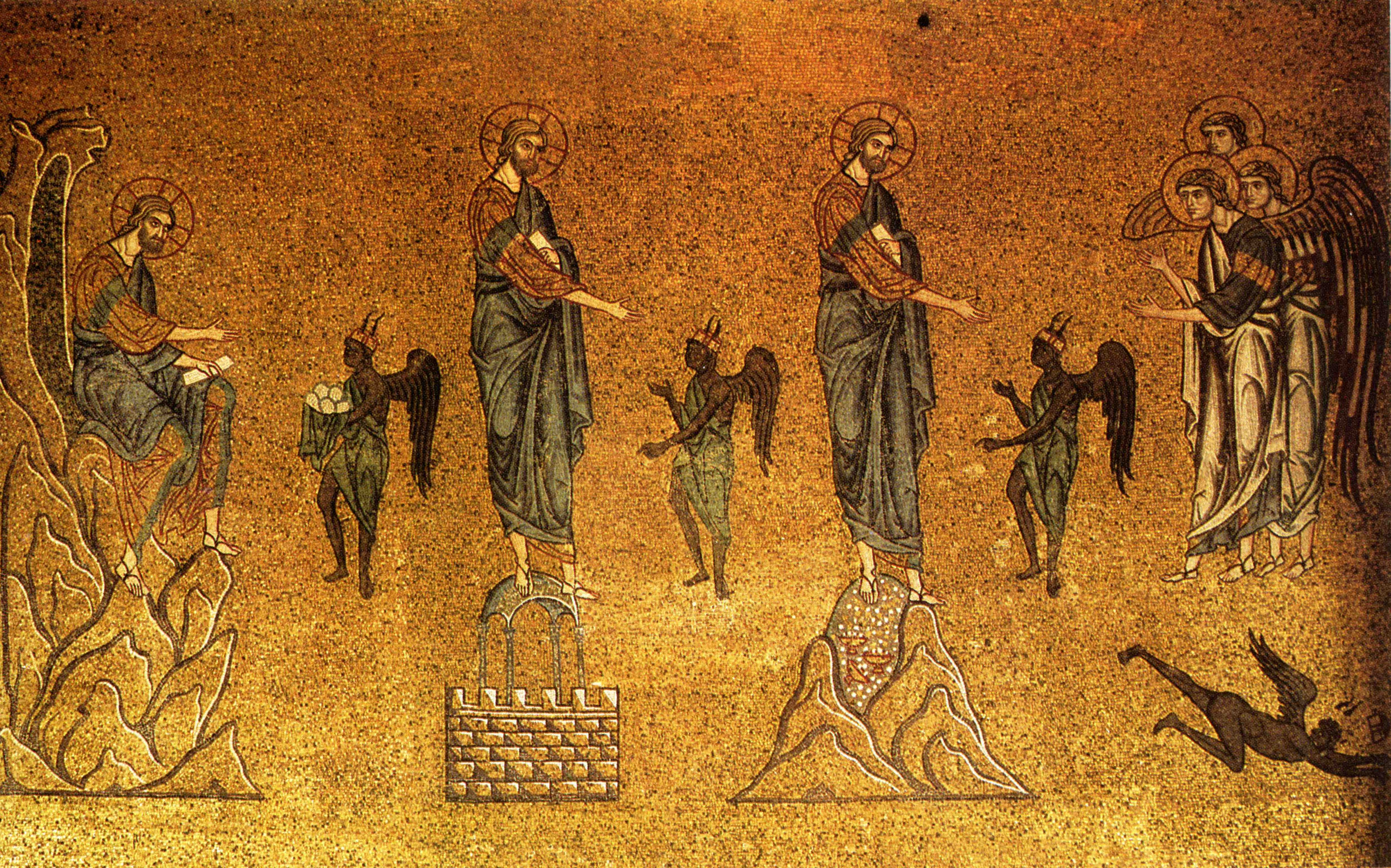
Спокса Ісуса Христа. Мозаїка Собору Святого Марка. 13 ст

Спокуси Христа — епізод з трьох синоптичних Євангелій у якому описано спокуси дияволом Ісуса Христа під час Його сорокаденного посту в пустелі, куди Він усамітнився після хрещення.

## Виклад у Євангеліях
Євангеліє від Марка коротко описує цю подію, що слідувала зразу за Хрещенням Господнім:
Під час Хрещення на Ісуса зійшов Святий Дух, який і повів його у пустиню, щоб на самоті, молитві і пості підготуватися до виконання місії, з якою він прийшов на землю. Ісус був у пустині де «Сорок день там диявол Його спокушав, і за тих днів Він нічого не їв, а коли закінчились вони, то вкінці зголоднів.» (Лк. 4:2). Тоді приступив до нього Диявол і трьома спокусами спробував звабити його на гріх, як і будь-яку людину. У Євангеліях від Луки та Матея спокуси зображені однаково і розділені на три спроби:
|               | за Євангелієм від Матея, Розд. 4 | за Євангелієм від Луки, Розд. 4 |
| ------------- | --- | --- |
| Вступ         | 1 Тоді Дух повів Ісуса в пустиню, щоб диявол спокушав його. 2 Він постив сорок день і сорок ночей і нарешті зголоднів. | 1 Ісус же, повен Святого Духа, повернувся з-над Йордану, і Дух повів його в пустиню, 2 де сорок день його спокушав диявол; і протягом тих днів Ісус не їв нічого. Коли ж вони скінчились, він зголоднів.                                                                           |
| Перша Спокуса | 3 Тоді підійшов до нього спокусник і сказав: «Коли ти Син Божий, звели, щоб це каміння та й стало хлібом.» | 3 А диявол йому й каже: «Якщо ти Син Божий, скажи оцьому каменеві, щоб став хлібом.» |
| Відповідь     | 4 А той відповів: «Написано: Чоловік житиме не самим хлібом, а кожним словом, що виходить з уст Божих.» | 4 Ісус озвався до нього: «Писано, що не самим лише хлібом житиме людина.» |
| Друга Спокуса | 5 Тоді диявол бере його у святе місто, ставить на наріжник храму 6 і каже: «Коли ти Син Божий, кинься додолу, написано бо: Він ангелам своїм волітиме про тебе, і вони візьмуть тебе на руки, щоб ти своєю ногою часом не спотикнувсь об камінь.» | 5 Тоді диявол вивів його високо, показав йому в одну мить усі царства світу, 6 і сказав до нього диявол: «Я дам тобі всю цю владу й славу їхню, бо вона мені була передана, і я даю її, кому захочу. 7 Тож коли ти поклонишся передо мною, вся твоя буде.»                         |
| Відповідь     | 7 А Ісус сказав до нього: «Написано також: Не будеш спокушати Господа, Бога твого.» | 8 Ісус у відповідь сказав до нього: «Писано: Ти будеш поклонятись Господові, Богові твоєму, і йому єдиному служити.» |
| Третя Спокуса | 8 Знову бере його диявол на височенну гору й показує йому всі царства світу і їхню славу, 9 кажучи: «Оце все дам тобі, як упадеш ниць і мені поклонишся.»                                                                                         | 9 Потім він повів його в Єрусалим, поставив на наріжнику храму й сказав до нього: «Коли ти Син Божий, кинься звідсіль додолу; 10 писано бо: Він ангелам своїм велітиме про тебе, щоб тебе зберігали; 11 і: Вони знімуть тебе на руки, щоб ти, ногою своєю не спіткнувсь о камінь.» |
| Відповідь     | 10 Тоді Ісус сказав до нього: «Геть, сатано! Написано бо: Господу, Богу твоєму, поклонишся і йому єдиному будеш служити.» | 12 Але Ісус озвавсь до нього: «Сказано: Не спокушуватимеш Господа, Бога твого.» |
| Завершення    | 11 Лишив тоді його диявол. І ось ангели приступили й почали йому слугувати. | 13 І скінчивши всі спокуси, диявол відійшов від нього до якогось часу. |

## Відношення доСтарого Завіту

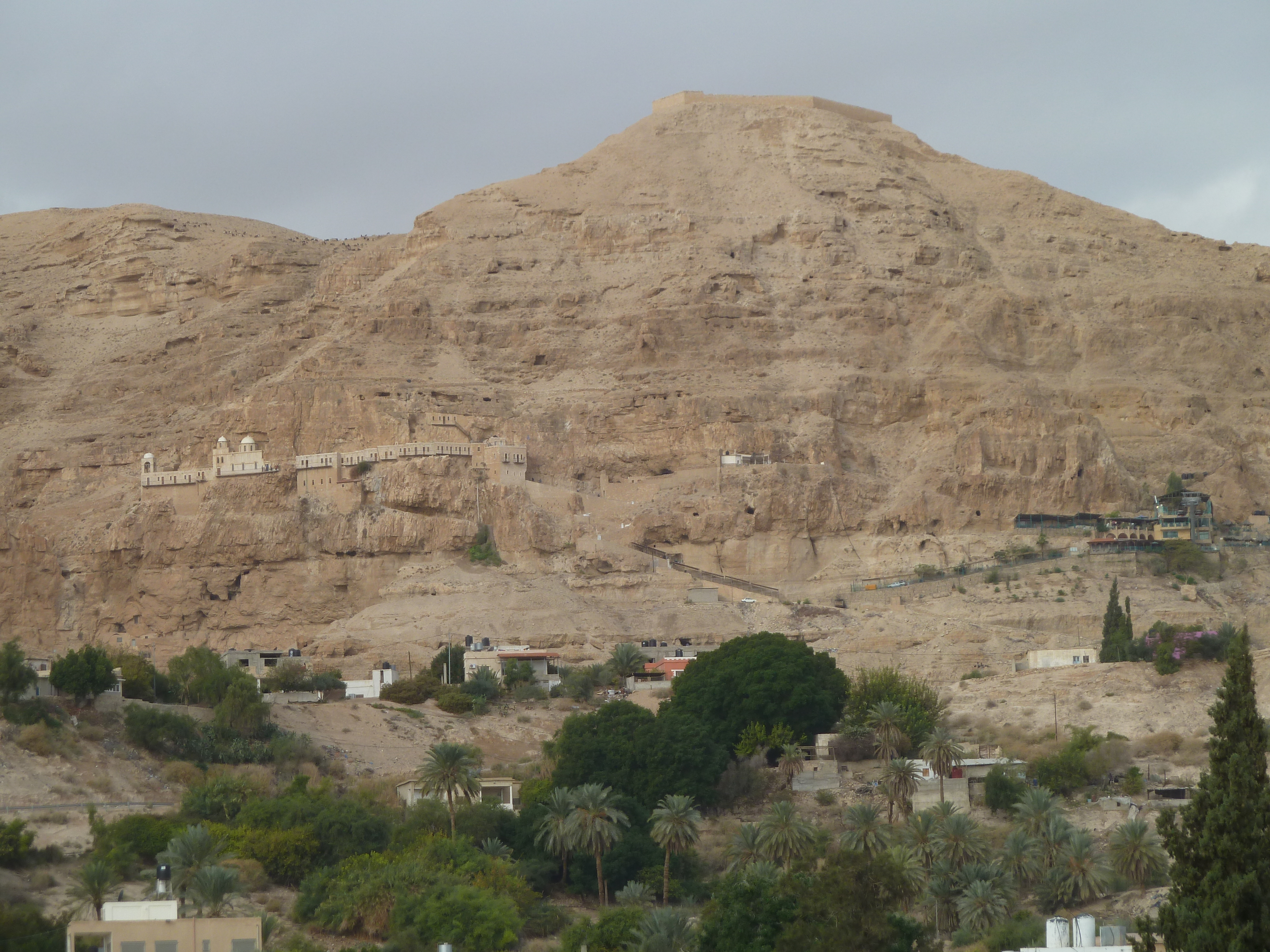
Гора Спокус з монастирем Каранталь

Згадані у Євангеліях фрази мають символічний зв'язок із Старим Завітом. Нагадування про «сорок днів та сорок ночей» часто пов'язується із Книгою Вихід: «І ввійшов Мойсей у середину хмари, і вийшов на гору. І Мойсей пробував на горі сорок день та сорок ночей.» (Вих 24:18).
Книга Псалмів — «91:10 Тебе зло не спіткає, і до намету твого вдар не наблизиться 91:11 бо Своїм Анголам Він накаже про тебе, щоб тебе пильнували на всіх дорогах твоїх.» (Пс 91:10-11).
Книга Повторення закону (рос. Второзако́ние):
- «8:2 І будеш пам́ятати всю ту дорогу, що Господь, Бог твій, вів тебе нею по пустині ось уже сорок літ, щоб упокорити тебе, щоб випробувати тебе, щоб пізнати те, що в серці твоїм, чи будеш ти держати заповіді Його, чи ні. 8:3 І впокорював Він тебе, і морив тебе голодом, і годував тебе манною, якої не знав ти й не знали батьки твої, щоб дати тобі знати, що не хлібом самим живе людина, але всім тим, що виходить із уст Господніх, живе людина.» (Втор 8:2-3)
- «5:8 Не роби собі різьби й усякої подоби з того, що на небі вгорі, і що на землі долі, і що в воді під землею. 5:9 Не вклоняйся їм, і не служи їм, бо Я Господь, Бог твій, Бог заздрісний, що карає провину батьків на синах, на третіх і на четвертих поколіннях тих, що ненавидять Мене.» (Втор 5:8-9)
- «Бійся Господа, Бога свого, і Йому будеш служити, і Йменням Його будеш присягати.» (Втор 6:13)
- «6:14 Не будеш ходити за іншими богами з богів тих народів, що в околицях ваших. 6:15 бо Господь, Бог твій Бог заздрісний посеред тебе; щоб не запалився на тебе гнів Господа, Бога твого, і щоб Він не вигубив тебе з поверхні землі. 6:16 Не будете спокушати Господа, Бога вашого, як спокушали ви в Массі.[1]» (Втор 6:16)

## Див. також

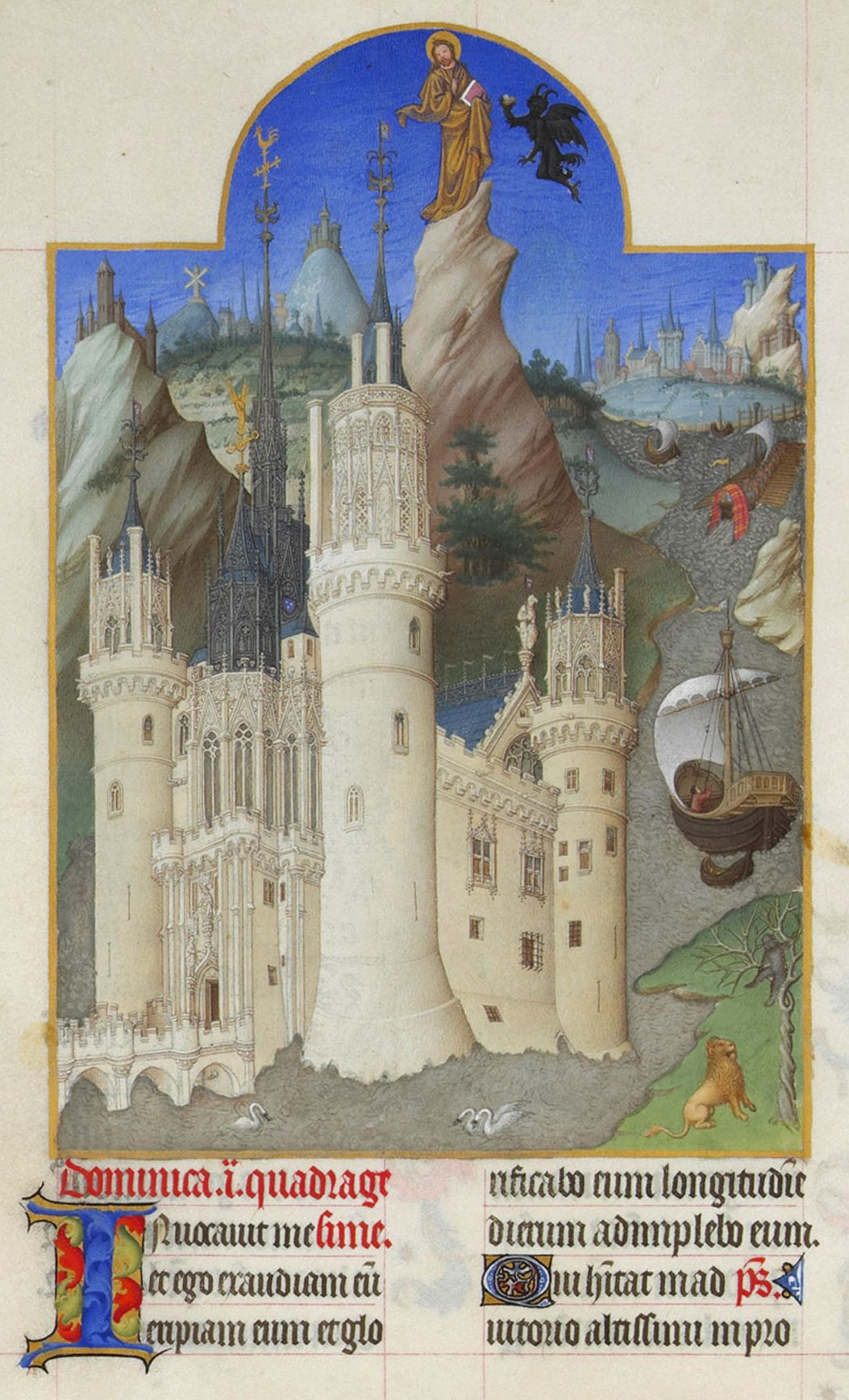

## Монастир Каранталь
За церковною традицією місцем, де Ісус провів сорок днів у пості і був спокушуваний дияволом, вважається гора біля Єрихону. Гора має висоту 380 метрів і іменується християнами Горою Спокус або Каранталь. Хрестоносці відвоювали цю область у 1099 році та побудували дві церкви на цьому місці: одну в печері на пів-дорозі до скелі, а другу на вершині гори. Вони називали це місце «Mons Quarantana» (від Quaranta — сорок), тобто за кількістю днів перебування там Ісуса у пості. Сучасний грецький православний чоловічий монастир побудований у 1894 році на Горі Спокус на висоті 350 метрів над рівнем моря. Перший монастир на цьому місці заснований у IV столітті, його внутрішні приміщення вирубані в скелі, а в печері, де за переказами перебував Христос під час свого перебування в пустелі, влаштована каплиця.